# Namibe (province)
Pour les articles homonymes, voir Namibe.

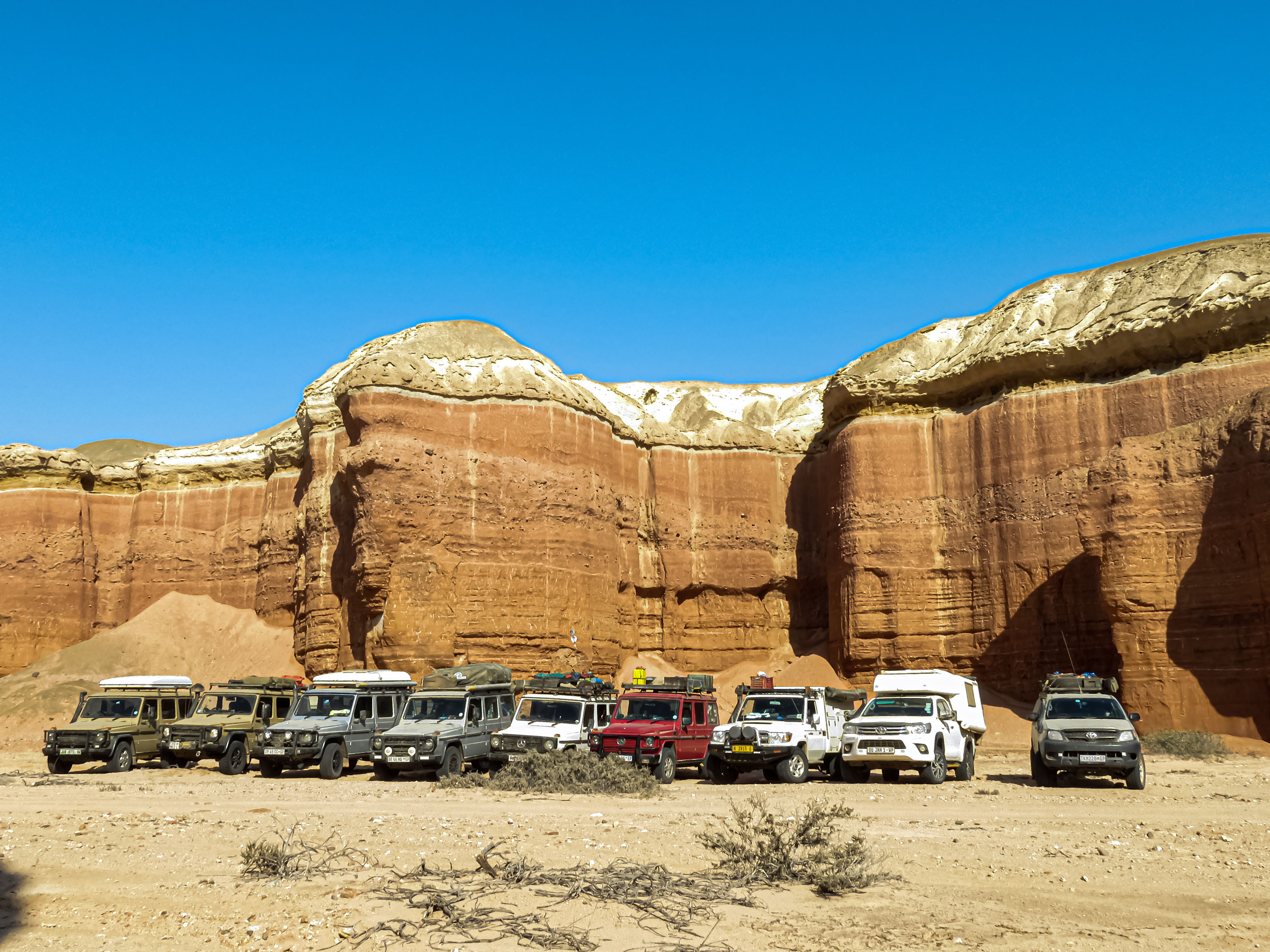
Véhicules tout-terrain au lac Arco.

La province de Namibe (anciennement Moçâmedes) est une province de l'Angola. Sa population dépasse les 471 000 habitants sur une surface de 58 137 km2. Sa capitale est la ville de Moçâmedes.

## Municipalités
La province de Namibe est divisée en cinq municipalités:
- Bibala
- Camacuio
- Moçâmedes
- Tômbua
- Virei